# 朴潭熙
朴潭熙（韓語：박탐희，1978年1月2日—），韓國女演員。2009年2月18日，從慶熙大學戲劇電影學系畢業，取得學士學位。

## 演出作品

### 電視劇
- 2000年：MBC《男生女生向前走》 客串角色
- 2002年：KBS《人魚小姐》飾 白惠元（白秀霖）
- 2003年：MBC《我人生的豆莢》
- 2004年：MBC《花仙女》飾 文美瑩
- 2006年：MBC《現在愛情結束了》
- 2006年：MBC《朱蒙》飾 楊雪蘭
- 2006年：MBC《Billy Jean 看看我》
- 2007年：MBS《Air City》飾 張蘭英（空港運營本部顧客支援隊長）
- 2007年：SBS《8月下的雪》飾 姜美秀
- 2008年：SBS《純潔的你》
- 2009年：KBS《公主歸來》
- 2011年：MBC《你真漂亮》飾 趙安娜
- 2011年：JTBC《仁粹大妃》飾貴人嚴氏
- 2012年：SBS《我的愛蝴蝶夫人》飾 李幼珍
- 2013年：SBS《結婚的女神》飾 張熙慶
- 2013年：JTBC《荊棘鳥》飾 張設計師
- 2015年：SBS《華麗的鄰居》飾 崔怡卿
- 2021年：KBS1《即使被騙也要做夢》飾 印英惠
- 2025年：KBS2《惡人之國》飾演 金美蘭

### 電影
- 2001年：《頭師父一體》
- 2009年：《父親》

## 外部連結
- 朴潭熙的Instagram帳戶